# San Cataldo (Lecce)
San Cataldo (San Catautu in dialetto leccese) è una località balneare del mare Adriatico situata in provincia di Lecce, a 11 chilometri dal capoluogo salentino. Amministrativamente è una frazione divisa tra i comuni di Lecce e di Vernole. Si chiama così in onore di S. Cataldo che evangelizzò il luogo e benedì le sue acque, lo si festeggia il 27 luglio giorno in cui arrivò nella marina. 
L'agglomerato urbano del centro è parte del comune di Lecce, mentre la località Campoverde è parte del comune di Vernole. 

## Origini
In epoca romana era sede di un importante porto, intitolato all'imperatore Adriano, che ne aveva ordinato la ricostruzione (fonte: Pausania). Di tali resti ora rimane ben poco visibile nei pressi del faro. Qui sbarcò Ottaviano dopo aver appreso la notizia della morte di Cesare.
Caduta in disuso, Salapia (nome latino di San Cataldo) si trasformò in palude, la cui bonifica avvenne solo in epoca fascista da parte dell'Opera Nazionale Combattenti.
Del tram che collegava la vicina città di Lecce non rimangono che alcune fotografie in bianco e nero.
Oggi l'antico porto romano è stato completamente abbandonato e il mare lentamente lo sta distruggendo. Del suo splendore restano solo i resti insabbiati e recentemente riportati alla luce dagli scavi archeologici. Qualche muro affiorante dall'acqua testimonia anche il maldestro tentativo dei primi del '900 di riportare il porto all'antico splendore, prolungando il molo. I lavori produssero un insabbiamento del porto e subito si dovette desistere dal tentativo, abbattendo parte del nuovo manufatto.

## Natura
San Cataldo è immersa nel verde di una lussureggiante pineta. La località è circondata da importanti risorse naturali. A nord, oltre la darsena vi è una vasta zona paludosa caratterizzata da un bacino artificiale di bonifica e da depressioni che subiscono l'entrata di acque meteoriche e marine che si estendono fino a Torre Veneri. A sud, vi è invece l'area delle Cesine che costituisce il sistema di lagune e paludi più vasto del Salento. In direzione del capoluogo invece, vi è il Bosco Fiore, uno dei rimasugli della grande "foresta di Lecce" che un tempo caratterizzava il Salento da Brindisi a Otranto.

## Economia e turismo
L'economia si basa sul turismo estivo che si riversa nelle spiagge della frazione. Uno dei più antichi lidi è quello un tempo intitolato Lido Prete e da alcuni anni Lido York.
Caratteristico anche il lido Turrisi che originariamente era costituito da palafitte sul mare e che oggi sorge all'ombra del faro di S. Cataldo.
Il porticciolo per barche di piccole dimensioni e modesto pescaggio era in passato utilizzato dai pescatori professionisti e anche dai pescatori sportivi durante tutto l'anno.
Vi è anche un circolo velico di derive e catamarani situato nelle vicinanze dell'antichissimo Porto Adriano.
D'estate l'associazione pro-loco organizza la "sagra del pane": una festa durante la quale si possono degustare molte specialità culinarie salentine, soprattutto la "puccia con le olive" e i "pizzi" (pane impastato con pomodoro e cipolla).

## Società

### Religione
Ha una sola parrocchia intitolata a San Cataldo, che svolge il ruolo di "succursale" della grande parrocchia di Frigole.

## Sport

### Calcio
La principale squadra di calcio della città è l'A.P.D. Virtus Salentina che milita nel girone A leccese di 3ª Categoria. È nata nel 
2012.

## Strade
La marina è la più vicina a Lecce e anche la miglior collegata con la città tramite la SP 364 ex SS 543 con caratteristiche di superstrada. Inoltre è raggiungibile dalla strada litoranea SP 133 per Casalabate passando per le altre marine leccesi e dalla la litoranea SP 366 per Otranto.

## Galleria d'immagini

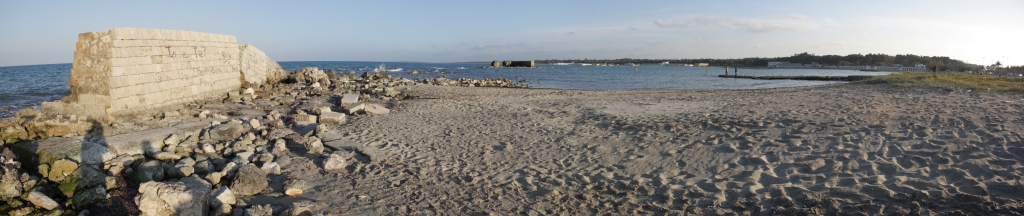
Panoramica dai resti del porto di Adriano